# Nenad Miljenović
Nenad Miljenović (in serbo Ненад Миљеновић?; Belgrado, 8 aprile 1993) è un ex cestista serbo.